# Gy. Czikle Valéria
György Gáborné Czikle Valéria, született: Czikle Mária Valéria (Tasnád, 1878. január 10. – Budapest, 1954. november 17.) írónő, színésznő.

## Életpályája
Szülei Czikle György és Balogh Anna. Színészakadémiai tanulmányai után 1899. május 1-jén Makó Lajos temesvár–budai társulatánál drámai szerepekben kezdte a pályáját. Kedvelt szerepei voltak: Romeo és Júlia: Júlia, Othello: Desdemona, Folt, amely tisztít: Mathilde, Vasgyáros: Claire, Cigány: Rózsi. 1902. március 11-én Budapesten feleségül ment György Gábor (Kolozsvár, 1869. október 26. – 1922) orvos, egyetemi tanársegédhez és lelépett a színi pályáról. Első költeménykötete 1903-ban jelent meg, ezeket újabb verseskötetek követték 1907, 1909 és 1913-ban, majd Versei 1928-ban. Három világ című elismeréssel fogadott regénye 1930-ban jelent meg az Országos Gárdonyi Géza Irodalmi Társaság kiadásában, melynek tagja volt.

## Művei
- Versek III. kötet (Hornyánszky Viktor, 1909)
- Három világ (Országos Gárdonyi Géza Irodalmi Társaság, 1930)
- Balatoni regős (Országos Gárdonyi Géza Irodalmi Társaság, 1933)
- Triolettek (Magyar Irodalmi Társaságok Országos Szövetsége)